# Атлантическа есетра
Атлантическата (немска) есетра (Acipenser sturio) е проходна риба от семейство Есетрови. Много рядък и застрашен от изчезване в световен мащаб вид.
- Дължина: до 3,5 м
- Тегло: до 300 кг

Разпространена е в северната част на Атлантическия океан, по бреговете на Европа, Средиземно и Черно море. Навлиза и в прилежащите им големи реки. В България ареалът ѝ обхваща черноморското крайбрежие и река Дунав, но вероятно вече е изчезнала. В миналото се е срещала в реките Марица и Струма.

## Природозащитен статут
- Червен списък на застрашените видове (IUCN Red list) – Критично застрашен (Critically Endangered CR)[3]
- Директива за местообитанията и дивата флора и фауна на ЕС – Приложение II и IV[4]

Атлантическата есетра е приоритетен вид за опазване на територията на ЕС.
- Червена книга на България – Застрашен[5]